# 깃코 공원
깃코 공원(吉香公園)은 일본 야마구치현 이와쿠니시의 공원이다.